# Omosarotes nigripennis
Omosarotes nigripennis là một loài bọ cánh cứng trong họ Cerambycidae.